# Reederei Helmut Bastian
Die Reederei Helmut Bastian wurde 1947 gegründet und musste im Januar 1989 Konkurs anmelden.

## Reedereigründung

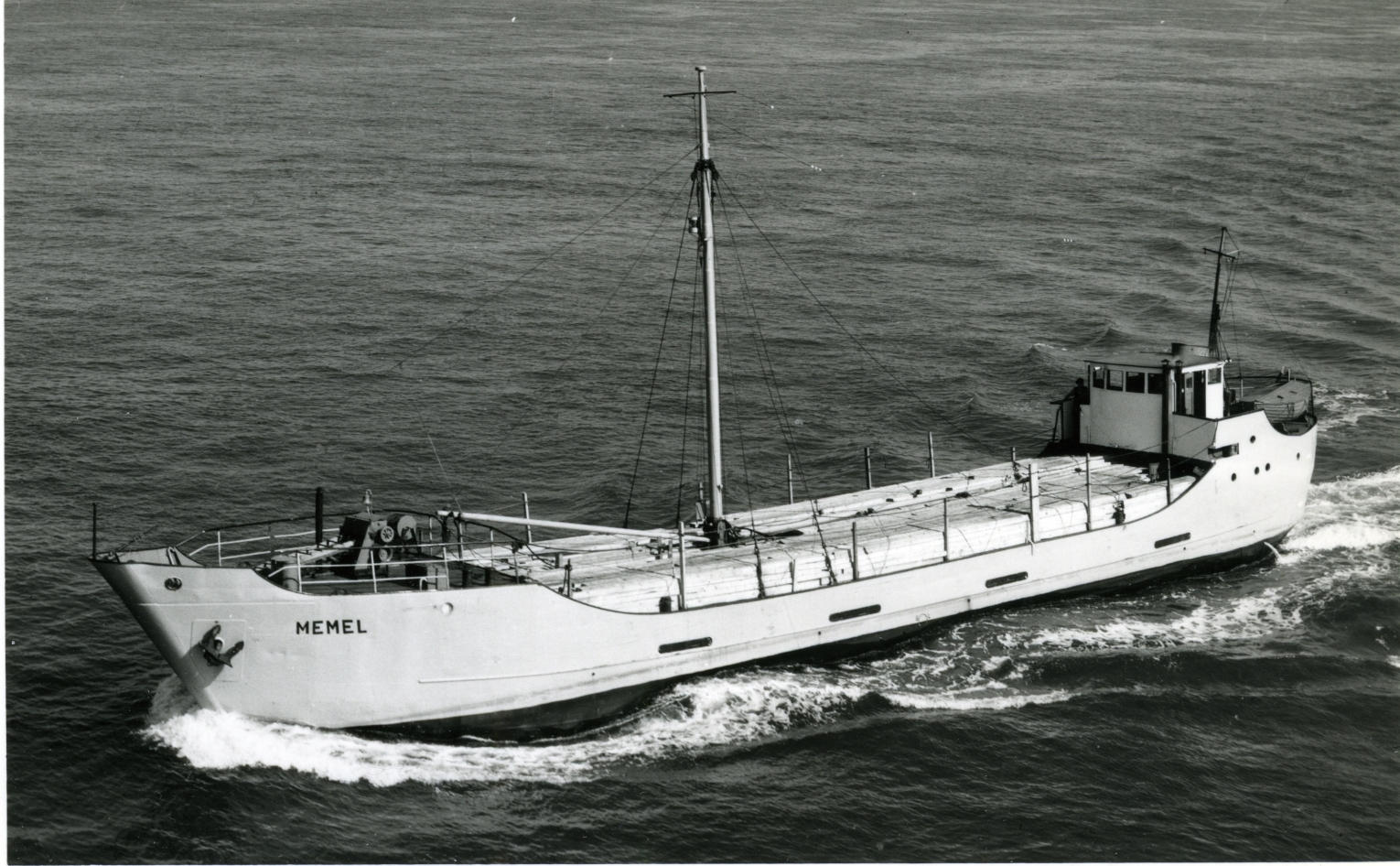
Die 1948 zum Kümo umgebaute Memel

Helmut Bastian, Sohn des späteren Admirals Max Bastian, gründete April 1947 in Haren (Ems) eine Reederei, deren Firmensitz er kurz darauf nach Bremen verlegte. Sein erstes Schiff war ein Binnenschiff. Das Zweite, ein 1924 in Wilhelmshaven gefertigter Prahm der Kriegsmarine, der von März bis Juni 1948 auf der Burmester Werft in Bremen-Burg zum Küstenmotorschiff Memel (120 BRT, 120 PSe) umgebaut worden war, übernahm Helmut Bastian am 30. Oktober 1948 als Korrespondentreeder. Danach folgte der 1922 bei Schulte & Bruns entstandene Dampflogger Memel (2), der 1953 zum Frachtschiff umgebaut und im Juni 1954 an einen schwedischen Reeder weiterverkauft wurde.

## Neubauten

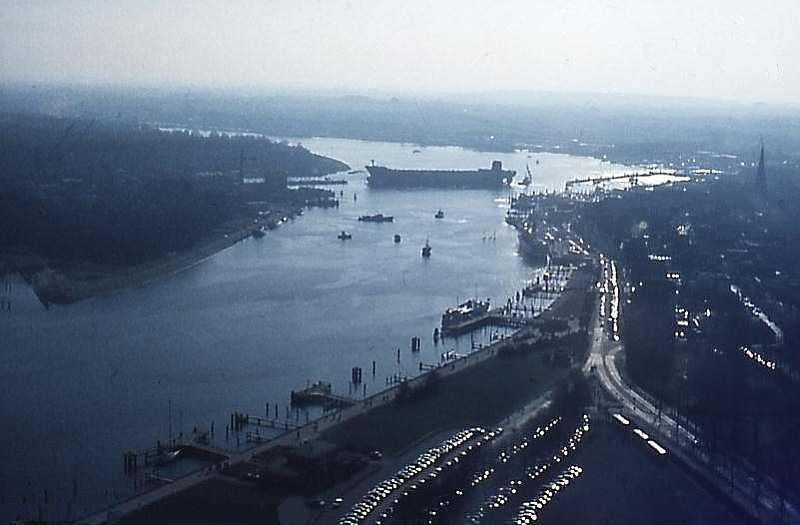
Stapellauf der Sterna, 1982 bei der Schlichting-Werft in Lübeck-Travemünde

Die weiteren Schiffe waren Neubauten von der Heinrich Brand Schiffswerft, Oldenburg und der Kröger-Werft, Rendsburg. 1969 erhielt die Reederei Helmut Bastian mit der Komoran Isle (671 BRT, 2000 PSe) das erste Containerschiff, weitere folgten. 1983 umfasste die Flotte der Bastian-Reederei rund 80.000 tdw.
Der 1980 von der Schiffswerft Neptun in Rostock abgelieferte Neptun-471-Mehrzweckfrachter Beate (6.685 BRZ, 4000 kW) wurde 1987 von Reederei Helmut Bastian übernommen und auf der Sietas-Werft zum Gastanker Olefine Gas umgebaut. Das war das 26. und letzte Schiff der Reederei.

## Konkurs
Durch die Pleite eines amerikanischen Charterers wurden vercharterte Bastian-Schiffe 1988 in den USA arrestiert und konnten nur gegen hohe Summen ausgelöst werden. Dadurch geriet die Reederei in die roten Zahlen und musste 1989 Konkurs anmelden.

## Sonstiges
Kapitän Heinrich Lehmann-Willenbrock und die Mannschaft des Motorfrachter Inga Bastian der Reederei Helmut Bastian retteten im März 1959 vor der brasilianischen Küste 57 Schiffbrüchige vom brennenden brasilianischen Frachter Commandante Lyra.
Im Haus Bremen-Amerika-Bank hatte die Reederei ihren Firmensitz.

## Weitere Schiffe (Auswahl)
- Transsylvania: vom Stapellauf 1956 bis Mai 1960